# Banbar (köping)
Banbar (kinesiska: Bianba, 边坝, Xialin, 下林, 边坝镇) är en köping i Kina. Den ligger i den autonoma regionen Tibet, i den sydvästra delen av landet, omkring 380 kilometer öster om regionhuvudstaden Lhasa. Antalet invånare är 5 032. Befolkningen består av 2 493 kvinnor och 2 539 män. Barn under 15 år utgör 28,0 %, vuxna 15-64 år 65 %, och äldre över 65 år 5,0 %.
Runt Banbar är det mycket glesbefolkat, med 4 invånare per kvadratkilometer. Närmaste större samhälle är Domartang, 18,4 km nordväst om Banbar. Trakten runt Banbar består i huvudsak av gräsmarker.
Genomsnittlig årsnederbörd är 1 029 millimeter. Den regnigaste månaden är juni, med i genomsnitt 232 mm nederbörd, och den torraste är december, med 4 mm nederbörd.